# 오놀보
오놀보(吳㐗甫, 1911년 3월 12일~1971년 3월 15일)는 한국의 독립운동가이다.

## 생애
일제강점기 조선 전라남도 완도에서 태어난 그는 여수공립수산학교(麗水公立水産學校)에 재학중이던 때에 윤경현(尹炅鉉)을 비롯한 정학조(鄭學朝), 이용기(李容起) 등 9명과 함께 비밀결사 독립운동 단체인 독서회를 조직하여 사회과학을 학습하고 민족의식을 고취하는 활동을 벌이던 도중 일경에게 발각되어 체포되었다.
2006년에 대한민국 정부는 그의 공훈을 기려 대통령표창을 추서하였다.